# Echter Seidelbast
Der Echte Seidelbast (Daphne mezereum), auch Echt-Seidelbast, Gewöhnlicher Seidelbast oder Kellerhals genannt, ist eine Pflanzenart aus der Gattung Seidelbast (Daphne) innerhalb der Familie der Seidelbastgewächse (Thymelaeaceae). Er ist die einzige stammblütige Art Mitteleuropas und der in diesem Gebiet am weitesten verbreitete Vertreter seiner Gattung. Wegen der attraktiven, schon im Vorfrühling erscheinenden Blüten wird der Echte Seidelbast auch als Zierpflanze geschätzt.

## Beschreibung

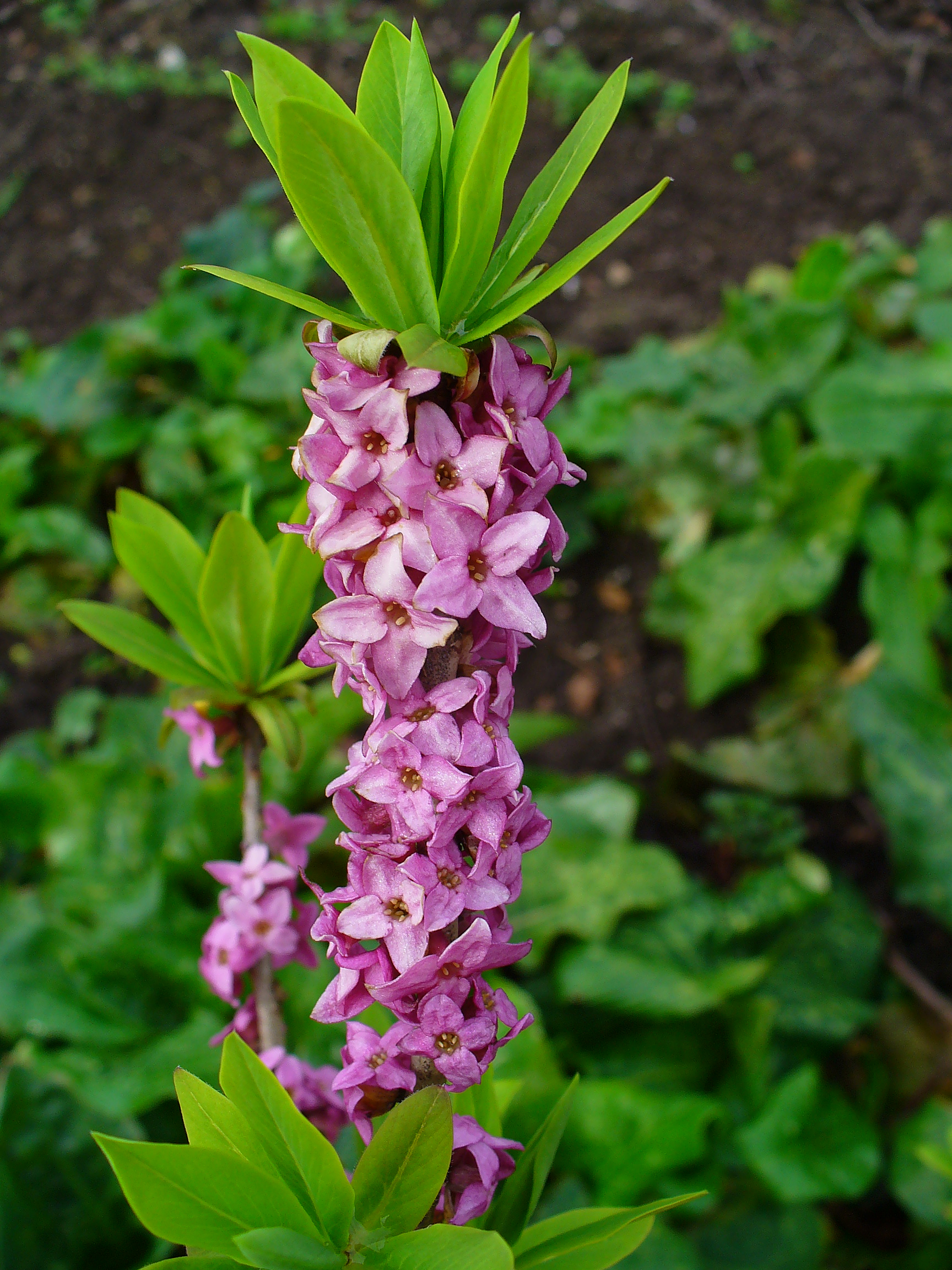
Echter Seidelbast blühend

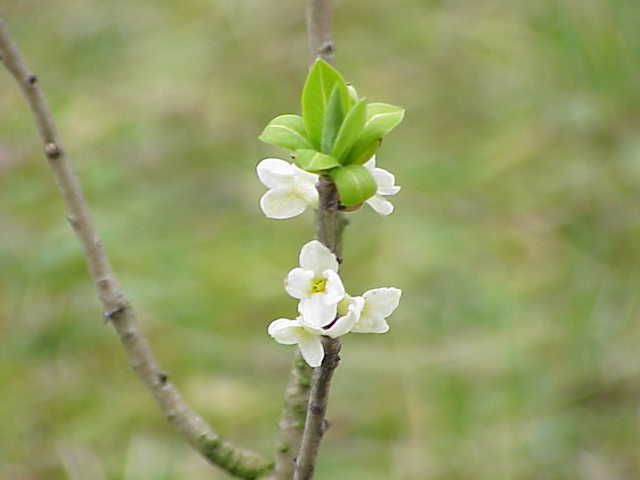
Weißblühende Form

### Erscheinungsbild
Der Echte Seidelbast wächst als kleiner, wenig verzweigter, aufrechter bis aufsteigender, sommergrüner Strauch mit rutenförmigen zähen Ästen, der Wuchshöhen von 40 bis 125 Zentimetern erreicht. Die Rinde junger Zweige ist gelblich-braun, später reißt sie auf und nimmt eine braun-graue Farbe an.

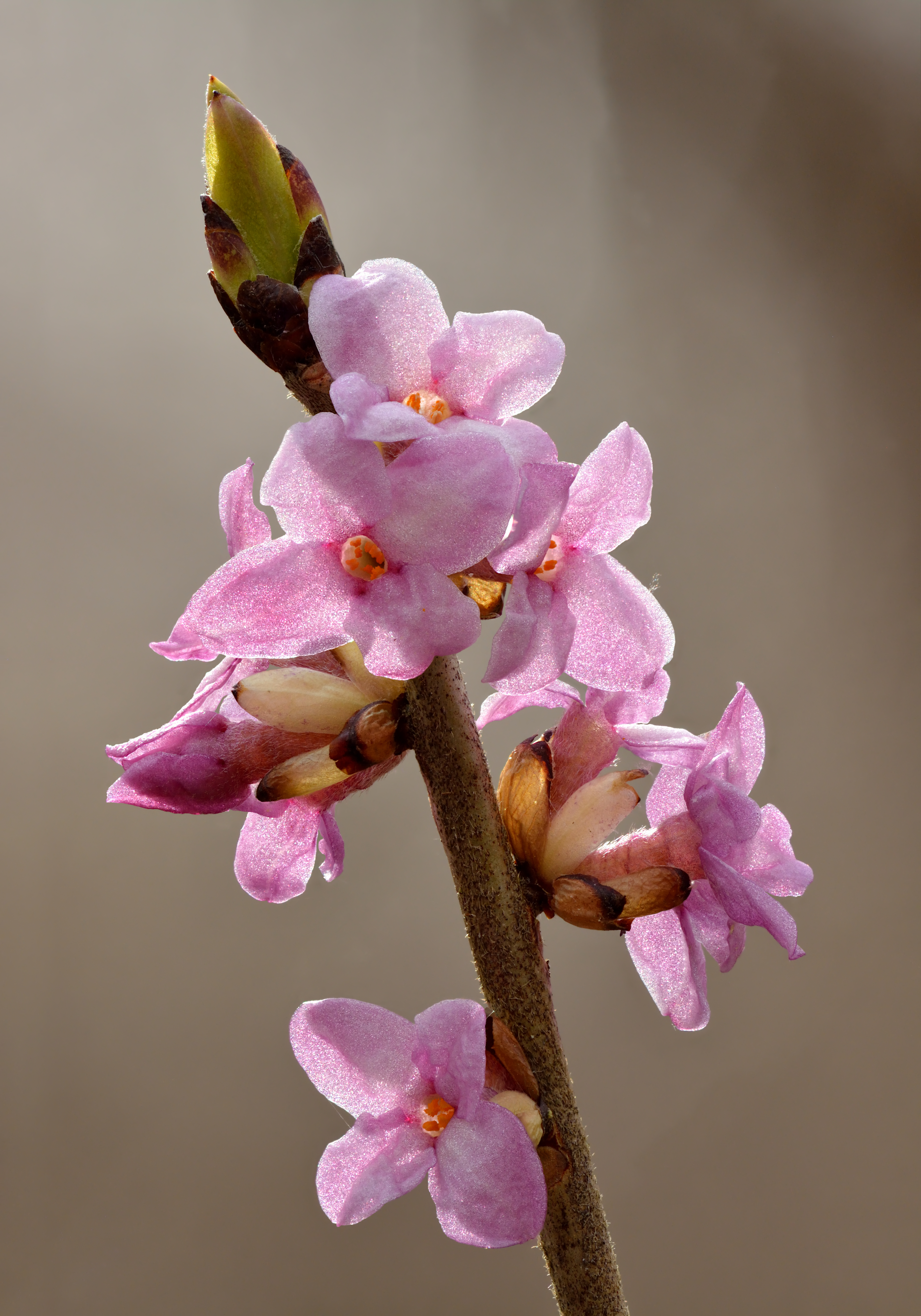
Zweig mit Blüten

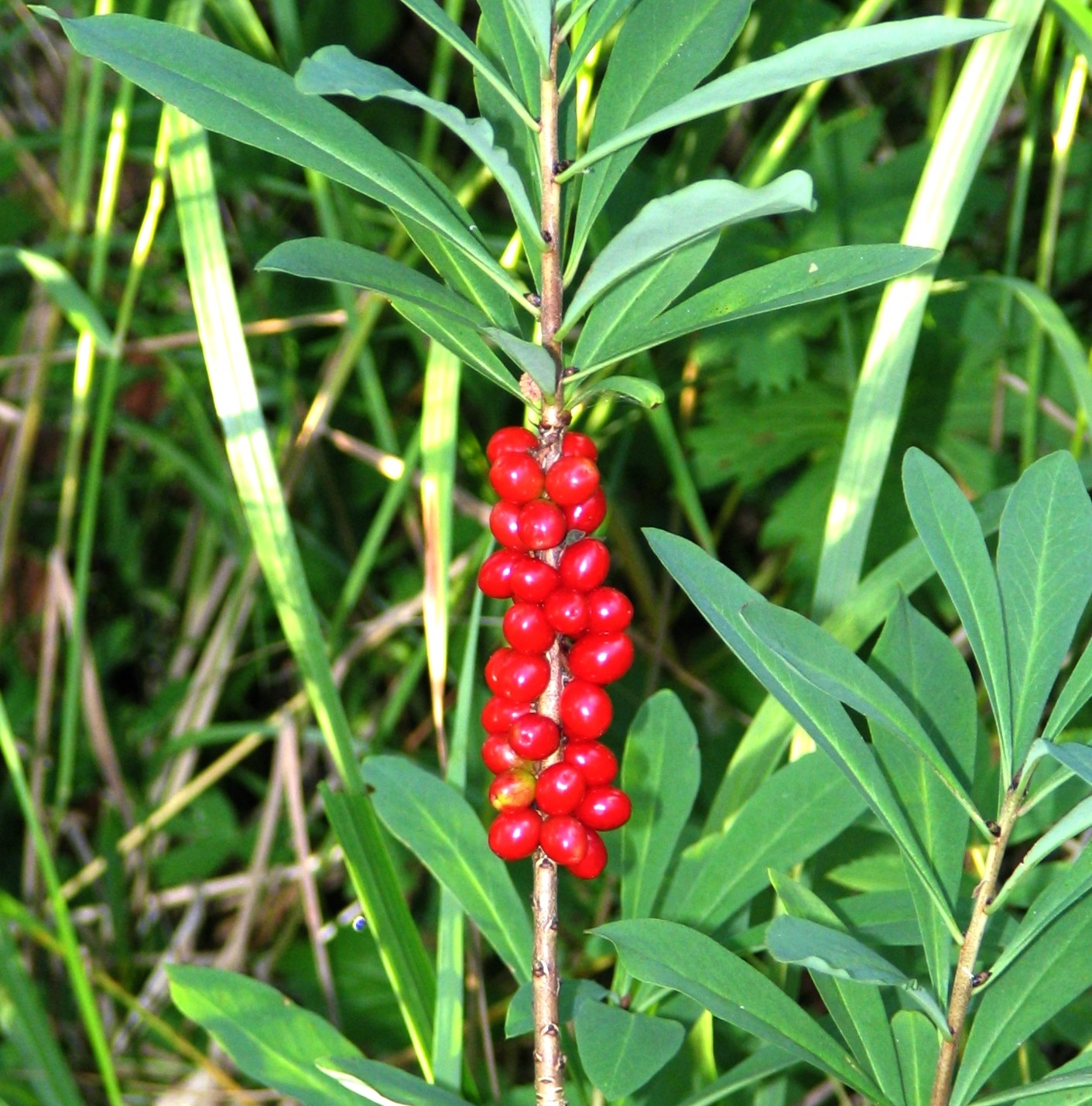
Zweig mit reifen Früchten

### Knospe und Blatt
Die Blattknospen des Echten Seidelbasts sind länglich bis eiförmig und zugespitzt. Die Ränder der Knospenschuppen sind mit weißen Wimpern besetzt.
Die nur an den Zweigspitzen und wechselständig sowie spiralig angeordneten Laubblätter sind in Blattstiel und -spreite gegliedert. Der Blattstiel ist relativ kurz. Die einfache, ganzrandige Blattspreite variiert ihrer Länge nach von 4 bis 9 Zentimeter, in ihrer Breite von 1,5 bis 2,5 Zentimeter und in ihrer Form von länglich bis verkehrt-lanzettlich. Am Spreitengrund verschmälert sie sich keilförmig. Die Blattoberseite ist frischgrün und die Blattunterseite grau-grün. Die dünnen Laubblätter fühlen sich relativ weich an und sind nach dem Laubaustrieb behaart.

### Blüte
Die Blüten sitzen meist in Dreiergruppen seitenständig unmittelbar der Sprossachse an. Der Echte Seidelbast ist die einzige cauliflore Art Mitteleuropas; gewöhnlich ist direkte Stammblütigkeit nur bei Tropenpflanzen verbreitet. Die Blüten bilden sich direkt über den Narben der abgefallenen Blätter des Vorjahres und unterhalb einer Gipfelknospe, die nach dem Abblühen einen langen Laubtrieb ausbildet.
Die stark duftenden, rosafarbenen bis purpurroten Blüten sind 7 bis 9 Millimeter lang. Eine weitere Besonderheit ist, dass keine Blütenkrone entwickelt wird, sondern die Blütenhülle allein von der zylindrischen, außen seidig behaarten Kelchröhre des vierzipfeligen, kronblattähnlichen, rosafarbenen bis purpurroten Kelchs gebildet wird. Die Länge der Kelchröhre entspricht in etwa der der Kelchzipfel. Da die Schaufunktion auf den Kelch übergegangen ist, hat dieser die Aufgabe, die langrüsseligen Insekten zur Bestäubung anzulocken. Eine Seidelbastgewächs-Blüte besitzt acht Staubblätter, die in zwei Kreisen untereinander in der Kelchröhre angeheftet sind. Der oberständige Fruchtknoten ist kahl und geht in einen kurzen Griffel über und bleibt in der Kelchröhre verborgen. Gewöhnlich sind die Blüten zwittrig, gelegentlich wurden jedoch auch rein weibliche Blüten beobachtet; der Echte Seidelbast ist also gynodiözisch.

### Frucht
Die mit einem Durchmesser von etwa 10 Millimetern erbsengroßen, leuchtend roten, selten gelben, sehr giftigen, beerenartigen Früchte reifen von August bis September. Sie ähneln mit ihrem schwarzen Steinkern einsamigen Steinfrüchten. Da sie nicht nur aus den  Fruchtblättern, sondern auch unter Beteiligung der Blütenachse entstehen, sind sie Scheinfrüchte.

### Chromosomenzahl
Der Echte Seidelbast ist diploid mit einer Chromosomenzahl von 2n = 18.

## Ökologie
Beim Echten Seidelbast handelt es sich um einen Nanophanerophyten. Man hat schon Exemplare beobachtet, die am Wurzelhals 25 Zentimeter dick und 38 Jahre alt waren. Der Echte Seidelbast kann auch Wuchshöhen von 2,5 Metern mit einem Kronenumfang von 2,5 Metern und einem Stammdurchmesser von 10 Zentimetern. erreichen.
Der Echte Seidelbast lebt in Gemeinschaft mit einem Wurzelpilz.

### Blütenökologie
Mehrheitlich bildet der Echte Seidelbast zwittrige Blüten aus, zuweilen kommen auch Pflanzenexemplare mit rein weiblichen Blüten vor.
Blütenbiologisch sind die Blüten des Echten Seidelbastes reichlich Nektar absondernde „Stieltellerblumen mit verborgenen Staubbeuteln und Narben“. Die Bestäubung erfolgt durch langrüsselige Insekten. Insbesondere für im Falterstadium überwinternde und zeitig im Frühjahr fliegende Schmetterlinge, wie beispielsweise Zitronenfalter, Kleiner Fuchs, Tagpfauenauge oder C-Falter, stellt der Echte Seidelbast eine wertvolle Nektarquelle dar. Auch Bienen und Hummeln profitieren von dem frühen Nektarangebot. Die Bestäubung erfolgt über den Insektenrüssel. Über den durch Nektar klebrigen Rüssel bleibt der Pollen beim „Rückziehen“ aus dem röhrenförmigen Blütenbecher haften. Neben der Insektenbestäubung ist auch spontane Selbstbestäubung erfolgreich. Blühreife wird mit dem vierten bis fünften Jahr erreicht, kann aber bereits bei 30 Zentimeter hohen Exemplaren gegeben sein.

### Ausbreitungsökologie
Die Samen enthalten bis zu 31 % fettes Öl. Die Ausbreitung der Diasporen erfolgt besonders als Mundwanderer u. a. durch die Bachstelze, das Rotkehlchen und Echte Drosseln, die offenbar gegen das giftige Fruchtfleisch immun sind und die Steinkerne wieder ausspeien. Die Samen passieren deren Verdauungstrakt unbeschadet und werden so weiter ausgebreitet. Fruchtreife ist von Juni bis August. Die Samen sind Dunkelkeimer.

## Vorkommen
Der Echte Seidelbast hat ein eurasisches Verbreitungsgebiet, das in der gemäßigten und der borealen Klimazone liegt. In Europa fehlt er in den äußersten westlichen und nördlichen Gebieten mit ozeanischer oder arktischer klimatischer Prägung. Im Mittelmeerraum beschränken sich seine Vorkommen auf die Gebirge von den Pyrenäen über Süditalien, den Balkan bis zum Kaukasusraum. Im Osten erreicht er den Baikalsee in Sibirien, im Süden den Iran.
Verwildert findet man die Art auch auf den Britischen Inseln und in Nordamerika. In Europa kommt der Echte Seidelbast in allen Ländern vor außer in Portugal, Irland, Island und Spitzbergen.
In Deutschland ist der Echte Seidelbast vor allem im Alpenraum und den Mittelgebirgen deutlich belegt. Im Norddeutschen Tiefland und anderen Tieflagen werden die Vorkommen sehr sporadisch. Der Echte Seidelbast ist in Bayern, Baden-Württemberg, dem Rheinland, dem östlichen und südlichen Teil Nordrhein-Westfalens, Hessen, Thüringen, dem Süden Sachsens, den südwestlichen Regionen Sachsen-Anhalts und Süd-Niedersachsen verbreitet vorhanden. Zerstreute Vorkommen befinden sich in Nord-Sachsen, seltene im Nordwesten Nordrhein-Westfalens, im Norden und Osten Sachsen-Anhalts und in Ost-Brandenburg. Als Neophyt ist der Echte Seidelbast selten im westlichen und mittleren Teil Brandenburgs, in Nord-Niedersachsen, Mecklenburg-Vorpommern und Schleswig-Holstein anzutreffen.
Der Echte Seidelbast ist in Deutschland nach der Bundesartenschutzverordnung besonders geschützt. Auch in der Schweiz ist er in allen Kantonen geschützt.
In Österreich ist der Echte Seidelbast häufig bis zerstreut in allen Bundesländern vertreten. Der Echte Seidelbast steht in zumindest einem Bundesland unter vollständigem gesetzlichen Naturschutz und gilt im pannonischen Gebiet als gefährdet.
Der Echte Seidelbast gilt als typischer Buchenbegleiter. Als Standorte werden kalkhaltige und nährstoffreiche Böden von Laubmischwäldern, insbesondere Buchen- und Eichen-Hainbuchenwaldgesellschaften, Hochstaudenfluren, Nadelmisch- und Bergwäldern oder auch Hartholz-Auenwäldern bevorzugt. Er ist eine Charakterart der Ordnung Fagetalia und kommt vor allem in Gesellschaften der Verbände Fagion oder Carpinion, man findet ihn aber auch in Gesellschaften des Verbands Alno-Ulmion oder Adenostylion.
Der Echte Seidelbast erreicht seine obere Höhengrenze meist bei etwa 2000 Metern. In den Allgäuer Alpen steigt er im Tiroler Teil zwischen Vordere und Hinterer Mutte bei Holzgau bis zu einer Höhenlage von 2170 Metern auf. In Liechtenstein erreicht er am Sareiserjoch 2030 Meter, im Kanton Wallis auf der Fluhalp bei Zermatt 2730 Meter.
Die ökologischen Zeigerwerte nach Landolt et al. 2010 sind in der Schweiz: Feuchtezahl F = 3w (mäßig feucht aber mäßig wechselnd), Lichtzahl L = 2 (schattig), Reaktionszahl R = 4 (neutral bis basisch), Temperaturzahl T = 3 (montan), Nährstoffzahl N = 3 (mäßig nährstoffarm bis mäßig nährstoffreich), Kontinentalitätszahl K = 3 (subozeanisch bis subkontinental).

## Taxonomie, Etymologie und Systematik
Daphne mezereum (von griechisch mezereon „Kellerhals“, „Echter Seidelbast“) wurde 1753 von Carl von Linné in Species Plantarum Tomus I, S. 356 erstveröffentlicht. Schon Simon von Genua (latinisiert Simon Januensis) nannte die Pflanze 1290 im von ihm übersetzten Aggregator (Pseudo-Serapion) unter dem Namen 'Mezerion'.
Daphne ist in der griechischen Mythologie der Name einer Nymphe, die von ihrem Vater, dem Flussgott Peneios, in einen Lorbeerbaum verwandelt wurde, als Apoll, der Sohn des Zeus, von seiner unerwiderten Liebe zu ihr nicht lassen konnte.
Im Mittelalter galt der Echte Seidelbast, im Gegensatz zum Lorbeer-Seidelbast, als männlich.
Die deutschsprachige Trivialname „Seidelbast“ könnte verschiedene Ursprünge haben. Eine Deutung ist, dass die (früher auch Camelea genannte) Rinde des Strauchs genutzt wurde, um daraus „seidige Schnüre“ herzustellen. Andererseits verweist die altgermanische Bezeichnung ziolinta auf die Gottheit Ziu, auch eine Herleitung des Wortteils „Seidel“ von zidal (= Biene) ist denkbar, da der Seidelbast im nahrungsarmen Vorfrühling eine starke Anziehung auf Bestäuberinsekten ausübt.

## Giftigkeit

Strukturformel von Mezerein

Strukturformel von Daphnetoxin

Der stark giftige Echte Seidelbast wurde früher auch als Heilpflanze verwendet, insbesondere die Kellerhalssamen (lateinisch unter anderem als Coccum gnidium und Cocognidium bezeichnet, bzw. griechisch als Coconidion)
Der Echte Seidelbast ist sehr stark giftig durch das in den Samenkernen enthaltene Mezerein (0,1 %) und das in der Rinde vorkommende Daphnetoxin. Beide Substanzen gelten als Ko-Karzinogene. Symptome einer Vergiftung zeigen sich unter anderem an dem Brennen und Anschwellen der Mundschleimhaut, der Lippen und der Zunge. Außerdem kommt es zu Übelkeit und Erbrechen, Magenbeschwerden verbunden mit Krämpfen und Durchfällen. Da das Gift zur Schädigung der Nieren und des Zentralnervensystems beiträgt, verursacht das Gift Kopfschmerzen und ein Schwindelgefühl. Auch der Kreislauf ist von der Wirkung des Giftes betroffen. So kommt es zu Fieber und beschleunigtem Herzschlag (Tachykardie), bis hin zum Kreislaufkollaps. Das Gift bewirkt eine heftige Reizung der Haut und führt zu Blasenbildung und Entzündungen, bei längerer Einwirkung tritt ein geschwüriger Zerfall der Haut ein. Auf diese Symptomatik nimmt wohl die volkstümliche Bezeichnung „Kellerhals“ Bezug, die an das würgende und brennende Gefühl im Hals anspielt. 'Kellen' ist mittelhochdeutsch und wird mit 'quälen' übersetzt. Für Erwachsene gelten 10–12 Beeren als tödlich, für Kinder 4–5 Beeren. Die Samenkerne sind ganz besonders giftig. Der Giftgehalt wird durch Trocknung nicht beeinflusst. Daneben sind noch Umbelliferon und das Halluzinogen Daphnin enthalten.
Bei Tieren sind besonders Schweine, Rinder und Pferde gefährdet. Die tödliche Dosis liegt beim Schwein bei 3–5 Beeren, beim Pferd 30 Gramm Rinde. Früher wurde die Pflanze zur Linderung von Kopf- und Zahnschmerzen verwendet. Die Rinde des Echten Seidelbastes wurde früher in Essig eingelegt und als Zugsalbe verwendet.

## Nutzung

### Heilpflanze und Volksglaube
Seine Verwendung als Heilpflanze wurde im 16. Jahrhundert schriftlich dokumentiert. Johannes Lonicer beschreibt den Einsatz der Rinde als Abführ- und Brechmittel. Äußerliche Anwendung fand die Rinde auch als Bestandteil eines spanischen Fliegenpflasters. In der Volksmedizin wurden mit Spiritus befeuchtete Baststücke oder mit Honig vermischte Blätter als Auflage bei Wunden und Geschwüren eingesetzt. Die Beeren wurden als Abführmittel genutzt. Heutzutage wird der echte Seidelbast in der Phytotherapie nicht mehr verwendet.
Der Volksglaube schrieb dem Echten Seidelbast eine hexenabwehrende Wirkung zu. Ebenso bestand die Annahme, dass er einen günstigen Einfluss auf die Milchleistung des Viehs ausübt. So bestand der Brauch, mit Hilfe von Seidelbastzweigen die Kühe auf die Weide zu treiben.

### Zierpflanze
Der Echte Seidelbast wird zerstreut als Zierpflanze für Gehölzgruppen genutzt. Er ist seit spätestens 1561 in Kultur. Es gibt einige Sorten (Auswahl):
- ‘Bowles White’: Die Blüten sind weiß, die Früchte gelb.
- ‘Variegata’: Die Blätter sind weißbunt.
- ‘Plena’: Die Blüten sind weiß und gefüllt.

## Trivialnamen
Für den Echten Seidelbast bestehen bzw. bestanden auch die weiteren deutschsprachigen Trivialnamen: Bergpfeffer, Brennwurz (Leipzig), Cilant (althochdeutsch), Cigelinde (mittelhochdeutsch), Ciugelindenbern (mittelhochdeutsch) Citland (mittelhochdeutsch), Czeilant (mittelhochdeutsch), Damar, Dripkraut, Drüsswurtz (mittelhochdeutsch), Egghelin, Eingrün (mittelhochdeutsch), Elendsblut, Giftbäumli (St. Gallen im Oberrheintal), Giftbeeren (Graubünden im Rheinwald), Hitzekörner (mittelhochdeutsch), Holzmännchen (Henneberg), Hundszigl (Wartenfels), Insiegel (Berchtesgaden), Kelbershals (Schlesien), Kelderhals (mittelniederdeutsch), Kellerbeere, Kellerhals (mittelhochdeutsch), Kellerkraut (Brandenburg), Kellersalz (Lauban, Leipzig), Kellerschale (bereits 1433 erwähnt), Kellerschall, Kellershals (mittelhochdeutsch), Kelrehals (mittelniederdeutsch), Kellreshals (mittelniederdeutsch), Kellrizhals, Kellrsshals (mittelhochdeutsch), Kershals (mittelhochdeutsch), Läusskraut, Linsigl (Salzburg), wäld Lirbeeren (Siebenbürgen), Lorbeerkraut, Luzeile (Bayern bei Kirchheim), Märznägelein, Menschendieb, Menschenmörder, Päperblome (Ostfriesland), Päperblom (Mecklenburg), Päperbusk (Unterweser), Pfäle (Bayern), Pfahje (Bayern), Pfaffenstaude, Pfefferbaum, Pfefferblümche (Eifel bei Kirchweiler), Pfefferstrauch, Pfelle (Bayern), Pfeller (Bayern), Quälerhals (Livland), Rachbeere, Rechbeere, Rochbeere, Saubast, Schallkraut (Sachsen), Scheisslorbeeren, Sebast, Sedelbast, Seidel, Seidelbast, Seidelbaum (Österreich), Setebast, Sidelbast (Bern, St. Gallen), Sothebast, Stechbeere, Streit (mittelhochdeutsch), Süsbast (Schwaben), Sulbast (mittelniederdeutsch), Sutabast (mittelniederdeutsch), Sulbist (mittelniederdeutsch), Swellebast, Sydelbast, Talepinesker (Siebenbürgen), Tschillingen (Salzburg), Waldlirbern (Siebenbürgen), Waldlorbeer (Österreich), Warzenblast (St. Gallen bei Werdenberg), Wolfsblast (Schwaben), Zahnwehholz (St. Gallen), Zebast, Zedelbast, Zegeling (bereits 1482 erwähnt), Zeibast, Zeidelpast (mittelhochdeutsch), Zeiland (im Sinne von Bienenblume; Österreich, Bayern, Schwaben, Schlesien), Zeilang, Zeilant (althochdeutsch), Zeiler, Zeilerber (mittelhochdeutsch), Zidelbast (mittelhochdeutsch), Ziedelbast, Zieglig (Schlesien), Ziegling (mittelhochdeutsch), Ziegelinde (mittelhochdeutsch), Ziland (Vorarlberg, mittelhochdeutsch), Zilander (Bern, St. Gallen), Zilang (Bern), Zilatbluast (St. Gallen), Zilerber, Ziletli (Bern), Zilinder (Bern), Zillingenblüh, Zilunder (Schmalkalden), Zingelinde (mittelhochdeutsch), Zitzelblast (mittelhochdeutsch), Zizelblast (mittelhochdeutsch), Zuilnberi (althochdeutsch), Zwilinder (Österreich bei Linz), Zylang und Zytlant (mittelhochdeutsch).